# 洮州当归
洮州当归（学名：Angelica wulsiniana）为伞形科当归属的植物。分布于中国大陆的甘肃等地，属中国原产的植物（非从国外引种）。